# José Recio
José Recio Ariza (Fernán-Núñez, 24 gennaio 1957) è un ex ciclista su strada spagnolo.
Professionista dal 1980 al 1991, fu un buon scalatore, e in carriera vinse cinque tappe alla Vuelta a España.

## Palmarès
- 1976 (Juniores)

3ª tappa Volta da Ascension
- 1981 (dilettanti)

Classifica generale Volta a Tarragona
- 1982 (Kelme, una vittoria)

13ª tappa Vuelta a España (Nules > Antella)
- 1983 (Kelme, sette vittorie)

Prologo Costa del Azahar (Oropesa > Oropesa, cronometro)
Prueba Villafranca de Ordizia
6ª tappa Volta Ciclista a Catalunya (Gerona > Manresa)
Classifica generale Volta Ciclista a Catalunya
3ª tappa, 2ª semitappa Vuelta a Aragón (Figueruelas > Figueruelas, cronometro)
4ª tappa Vuelta a La Rioja (Logroño > Logroño)
3ª tappa Vuelta a Asturias (Cangas de Narcea > Moreda)
- 1984 (Kelme, cinque vittorie)

3ª tappa Vuelta a Aragón (Poligono > Enterrios)
Classifica generale Vuelta a Aragón
17ª tappa Vuelta a España (Valladolid > Segovia)
Prologo Vuelta a Galicia (La Coruňa, cronosquadre)
Prologo Setmana Catalana (Olesa de Montserrat, cronometro)
- 1985 (Kelme, quattordici vittorie)

Prologo Vuelta a Burgos (Burgos > Burgos, cronometro)
2ª tappa, 2ª semitappa Vuelta a Burgos (Villarcayo > Melgar de Fernamental)
Classifica generale Vuelta a Burgos
Classifica generale Vuelta a Murcia
4ª tappa Vuelta a Aragón (Monreal del Campo > Calatorao)
Classifica generale Vuelta a Aragón
4ª tappa, 2ª semitappa Setmana Catalana (Rubí > Terrassa, cronometro)
Classifica generale Setmana Catalana
2ª tappa Vuelta al País Vasco (Bera de Bidasoa > Legorreta)
Prologo Volta Ciclista a Catalunya (Llançà, cronometro)
3ª tappa Volta Ciclista a Catalunya (Puigcerdà > Manresa)
7ª tappa, 1ª semitappa Volta Ciclista a Catalunya (Tortosa, cronometro)
14ª tappa Vuelta a España (Valencia > Benidorm)
18ª tappa Vuelta a España (Alcalá de Henares > Segovia)
- 1986 (Kelme, tre vittorie)

14ª tappa Vuelta a España (Madrid > Leganés)
5ª tappa, 1ª semitappa Vuelta a Asturias (Llanes > Oviedo)
1ª tappa Vuelta Castilla y Leon (Segovia > Segovia)
- 1988 (Kelme, due vittorie)

Prologo Vuelta a Aragón (Huesca > Huesca)
4ª tappa, 2ª semitappa Vuelta a Aragón (Calatayud > Calatorao)
- 1989 (Kelme, una vittoria)

2ª tappa Setmana Catalana (Calafell > Lleida)
- 1990 (Seur, quattro vittorie)

2ª tappa Volta ao Alentejo
3ª tappa, 2ª semitappa Volta ao Alentejo
4ª tappa Volta ao Alentejo
Classifica generale Volta ao Alentejo

### Altri successi
- 1983 (Kelme)

2ª tappa Vuelta a Asturias (San Lorenzo, cronosquadre)
- 1985 (Kelme)

Criterium di Náquera
Classifica scalatori Tour of Galicia
- 1988 (Kelme)

5ª tappa Classica Grupo Radial Colombiano (Bogotà > Bogotà)

## Piazzamenti

### Grandi Giri
- Giro d'Italia

1982: ritirato
1991: ritirato (12ª tappa)
- Tour de France

1988: ritirato (12ª tappa)
- Vuelta a España

1980: ritirato (3ª tappa)
1982: 38º
1983: 29º
1984: 9º
1985: ritirato (19ª tappa)
1986: 28º
1987: ritirato
1988: 40º
1989: 85º

### Competizioni mondiali
- Campionati mondiali

Altenrhein 1983 - In linea Elite: ritirato
Barcellona 1984 - In linea Elite: ritirato
Colorado Springs 1986 - In linea Elite: ritirato
Villach 1987 - In linea Elite: ritirato
Ronse 1988 - In linea Elite: ritirato